# Roodwangpapegaai
De roodwangpapegaai (Geoffroyus geoffroyi) is een vogel uit de familie Psittaculidae (papegaaien van de Oude Wereld). Deze vogel is genoemd naar de Franse natuuronderzoeker Étienne Geoffroy Saint-Hilaire.

## Verspreiding en leefgebied
Deze soort komt voor van de noordelijke Molukken tot noordoostelijk Australië en telt 15 ondersoorten:
- G. g. cyanicollis: noordelijke Molukken.
- G. g. obiensis: Obi en Bisa (centrale Molukken).
- G. g. rhodops: zuidelijke Molukken.
- G. g. keyensis: Kei-eilanden.
- G. g. floresianus: westelijke Kleine Soenda-eilanden.
- G. g. geoffroyi: oostelijke Kleine Soenda-eilanden.
- G. g. timorlaoensis: Tanimbar-eilanden.
- G. g. pucherani: Raja Ampat-eilanden en de Vogelkop (westelijk Nieuw-Guinea).
- G. g. minor: noordelijk Nieuw-Guinea.
- G. g. jobiensis: Japen en Num (in de Geelvinkbaai).
- G. g. mysoriensis: Biak en Numfor (in de Geelvinkbaai).
- G. g. sudestiensis: Misima en Sudest (Louisiaden).
- G. g. cyanicarpus: Rossel (Louisiaden).
- G. g. aruensis: Aru-eilanden, Huonschiereiland en zuidoostelijk Nieuw-Guinea.
- G. g. maclennani: Kaap York (noordoostelijk Australië).

## Status
De grootte van de populatie is niet gekwantificeerd maar de soort wordt omschreven als algemeen in een groot deel van het verspreidingsgebied. Op de Rode lijst van de IUCN heeft deze soort de status niet bedreigd.